# ロジェー・ワーグナー
ロジェー・ワーグナー（Roger Wagner, 1914年1月16日 - 1992年9月17日）は、20世紀アメリカを代表する合唱指揮者。ロジェー・ワーグナー合唱団、ロサンゼルス合唱団を創設するとともに、同合唱団の指揮者も務めた。

## 来歴
1914年、フランスのル・ピュイで誕生した。父はディジョンの教会オルガン奏者で、ワーグナーはこの父により幼少期から音楽の英才教育を受けた。
1921年、一家はアメリカのロサンゼルスに移住した。12歳の時、ハリウッド西部にある教会のオルガン奏者になることを自ら志願し、同時に音楽への道を志した。
1931年、アメリカでひととおりの学問は修了したが、さらなる研鑽を積むためにいったんフランスに帰国し、モンモレンシー大学でマルセル・デュプレに師事した。その間、フランス陸軍に従軍し、1936年ベルリンオリンピックでは十種競技のメンバーに選出されたこともあった。
1937年、アメリカに戻り、ロサンゼルスに居を定めた。カリフォルニア大学に通い、哲学とフランス文学を学ぶかたわら、ハリウッドのMGM合唱団に参加し、ロサンゼルスのセント・ジョセフ教会の音楽監督に指名されるなど、本格的に音楽活動を始めた。
1945年、ロサンゼルス青年合唱団の監督に就任する。発足当初はわずか12人のメンバーからなるマドリガル（五声部合唱団）であったが、翌1946年、これに自らの名を冠し、後に世界にその名をはせるロジェー・ワーグナー合唱団が誕生した。
1951年から1966年まではロサンゼルスのメリーマウント・カレッジ（Marymount College）の音楽部長を務め、1959年から1981年まではカリフォルニア大学で自ら教鞭を執った。
1964年、ロサンゼルス音楽センターの完成に伴い、ロサンゼルス商工会議所の代表者たちとともにコーラス・アンサンブルを結成する。これは後に、ロサンゼルス交響楽団の常設合唱団であるロサンゼルス合唱団となった。
1966年、ローマ教皇パウロ6世から騎士の称号を受ける。1976年までに64枚のレコードを発行し、合唱編曲の分野でも活躍した。日本では音楽之友社から『ロジェ・ワーグナー合唱曲集』全6巻が刊行されている。
1992年9月17日、フランスのディジョンにて没。78歳。